# Shinminato
Shinminato (新湊市 -shi) é uma cidade da província de Toyama, no Japão.
Em 2003, a cidade tinha uma população estimada em 37 094 habitantes e uma densidade populacional de 1 146,29 h/km². Tem uma área total de 32,36 km².
Recebeu o estatuto de cidade a 15 de Março de 1951.